# Les Mariés de l'an II
Pour plus de détails, voir Fiche technique et Distribution.
Les Mariés de l'an II est un film d'aventures franco-italo-roumain réalisé par Jean-Paul Rappeneau, sorti en 1971.
Le titre du film fait référence aux « soldats de l'an II », une importante mobilisation populaire contre les invasions étrangères lors de la Révolution française.
Le film est centré sur deux candidats au divorce qui sont pris dans la tourmente de la République naissante.

## Synopsis
La séquence du générique montre un petit garçon et une petite fille jouant dans la campagne enneigée, qui rencontrent une bohémienne. Puis le film montre la découverte d’un passager clandestin dans les cales d’un bateau débarqué en Caroline du Sud en 1787. D’abord embauché comme gardien de nuit par la compagnie du propriétaire Arthur Davison, l’homme gagne sa confiance au point de devenir en quelques années son bras droit et le fiancé de sa fille unique et héritière, Margaret Davison.
Mais en plein cœur de la cérémonie de mariage, il est dénoncé pour bigamie par un des nombreux soupirants éconduits. Le père de la mariée, apparemment au courant, engage le pasteur à ne pas tenir compte du premier mariage conclu dans une France catholique. Le pasteur refuse, arguant des lois de l’Église. Tandis qu’une bagarre générale éclate, le pasteur révèle à Arthur Davison qu'en France, la Révolution a instauré une République dont la toute première loi votée a autorisé le divorce.
Nicolas Philibert doit donc partir à Nantes pour divorcer de Charlotte Gosselin, fille du marchand de vin qui avait recueilli cet enfant trouvé. Mariés en 1786, les jeunes gens sont séparés depuis que Nicolas a tué un baron trop entreprenant avec Charlotte, qui se laissait volontiers courtiser par les nobles dans l’espoir de voir s’accomplir la prédiction de la bohémienne. Celle-ci avait annoncé à la petite fille qu’elle deviendrait princesse, et que le petit garçon trouverait « la fortune et la gloire dans un nouveau monde ».
Prosaïque et opportuniste, Nicolas emprunte un bateau de blé affrété par son futur beau-père dont il doit négocier la vente de la cargaison. Il y côtoie un disciple de Jean-Jacques Rousseau, idéaliste exalté jusqu'à l'inconscience. À Nantes, c'est l'état de siège dans un climat de Terreur. La France de l'an II de la République (1793-1794) est en guerre contre une coalition de royaumes européens, tandis que la guerre civile embrase les départements de l'ouest et du sud, et que la population est affamée. Le bateau est d'abord canonné mais on les laisse passer en apprenant qu'il amène du blé. La population, fébrile, leur fait un accueil enthousiaste. Mais l’homme fort de la ville, délégué par la Convention et paranoïaque (inspiré de Carrier), crie au complot et déclare que le blé est empoisonné. Il ordonne d’incarcérer Nicolas pendant qu'on inspecte la cargaison.
Nicolas s'échappe immédiatement et va retrouver son père adoptif et beau-père, Gosselin. Celui-ci lui annonce que Charlotte a quitté la ville depuis des années. Courtisée par le marquis Henri de Guérande, elle s'est enfuie avec lui dans les rangs de l'armée royaliste parmi les chouans. Pourtant, un commis du marchand de vin connaît l'adresse de la sœur du marquis, qui habite toujours en ville.
Nicolas s'y rend sans attendre et à la faveur d'un quiproquo pénètre dans les salons où la jeune femme, entourée d'un aréopage de jeunes gens, répète un air d'opéra. Lorsqu’on tend une partition à Nicolas, qui ne sait chanter, il est pris pour un espion républicain et menacé de mort… mais un guetteur annonce l'arrivée de la Garde nationale et tous s’enfuient à travers les jardins. Les gardes viennent féliciter Nicolas, à qui on annonce que son blé est reconnu sain. Il est le héros du jour et on l'invite à une cérémonie du culte de la Raison.
L’hymne de la déesse de la Raison est justement interprété par Pauline de Guérande qui, tout en s'apprêtant à couronner le représentant de la Convention, sort un pistolet et le met en joue. Le pistolet s'enraye, le délégué dégaine son épée mais Nicolas, par réflexe, frappe celui-ci à coups de poing. Une bagarre s'ensuit qui permet à Pauline, toujours aidée par les jeunes gens, de s'enfuir. On accuse de trahison Nicolas, qui est condamné à mort après un procès expéditif et mis en prison d'où il s'évade avec un député de l'Assemblée constituante ayant participé aux États généraux, à la prise de la Bastille et à la Déclaration des Droits de l'Homme et, à ce titre, haï tant par les robespierristes que par les contre-révolutionnaires.
Comptant rejoindre son bateau par l'estuaire, ils tombent dans une embuscade des Chouans. L’ancien constituant est abattu, mais Nicolas est sauvé par l'arrivée impromptue de Pauline de Guérande, qui fait partie de la bande. Elle le présente comme son sauveur au chef des chouans qui n'est autre que son frère la marquis de Guérande, c'est-à-dire l'amant de Charlotte, l'épouse de Nicolas ! 
Nicolas est conduit à leur quartier général, un manoir qui est le refuge de nombreux royalistes sous le commandement d'Henri de Guérande. Il retrouve enfin Charlotte, qui s'est fait passer pour veuve, et qui a juste le temps de lui interdire de révéler son identité à tous ces nobles. Survient alors un prince émigré, tout juste débarqué de Londres et envoyé de la contre-révolution, qui est épris de Charlotte et dénigre Henri de Guérande. Piqué dans son orgueil, celui-ci annonce son mariage avec Charlotte dès le lendemain. Cette nouvelle exaspère Pauline qui annonce son mariage avec son sauveur, au grand dam de son frère mais surtout du comte de Saint-Aubin, bras droit du marquis et soupirant de Pauline. Les querelles se succèdent, et une nouvelle bagarre générale éclate, au cours de laquelle Charlotte révèle à tous que le sauveur de Pauline est en fait son époux Nicolas Philibert, qui a jadis assassiné un baron. Le couple s'enfuit à cheval et parvient à semer les poursuivants.
Réfugiés dans un arbre où ils passent la nuit enlacés, le couple se dispute au matin lorsque Nicolas révèle qu’il est revenu pour demander le divorce. À ce moment-là, la berline du prince passe et Charlotte demande à celui-ci de l’emmener. Tout à la joie d’épouser Charlotte, le prince consent à épargner Nicolas, mais le fait droguer par ses valets pour le mener dans un état semi-comateux à la mairie signer le divorce.
En ville, les procédures du divorce sont compliquées par une insurrection qui éclate à la mairie contre le délégué de la Convention, démis de ses fonctions par le Comité de salut public. Le prince est reconnu par une ancienne servante, ce qui force le trio à s'enfuir, non sans avoir obtenu le divorce en bonne et due forme.
Quand Nicolas retrouve ses esprits, il est à bord du bateau de Davison voguant vers l'Amérique, avec une cargaison de vin chargée par Gosselin qui lui montre son attestation de divorce. La prédiction de la bohémienne se réalise : Charlotte va épouser un prince et lui va connaître la fortune dans un Nouveau Monde. Soudain un coup de vent projette l'acte de divorce par-dessus bord. Nicolas saisit ce prétexte pour déclarer que tout est à recommencer. Il plonge dans l'estuaire et rejoint la France.
Au manoir vidé de ses occupants, on lui annonce que Charlotte et le prince sont en route pour Coblence, le foyer des émigrés en Allemagne. Après avoir traversé le pays à leur poursuite, Nicolas rejoint le carrosse à bord de l’attelage qu’il partage avec des engagés volontaires tout près de la frontière allemande, alors que la bataille fait rage contre les Autrichiens. Au terme de la course-poursuite, le carrosse du prince franchit les lignes ennemies mais Charlotte repart aussitôt en courant vers la France, où Nicolas mène l’assaut avec les troupes françaises constituées de soldats de l’an II.
Une ellipse passe des scènes de bataille à une statue de Napoléon, et l’on retrouve les deux protagonistes en train de se disputer dans un somptueux château, vêtus de costumes de cour du style Empire. Nicolas et Charlotte interrompent alors leur scène de ménage pour prendre la pose devant un peintre, entourés de trois enfants. La voix off (Jean-Pierre Marielle), reprenant la prédiction de la bohémienne, nous apprend que Nicolas Philibert a fait une carrière militaire éclatante jusqu'à devenir maréchal de France, élevé en 1809 au rang de prince d'Empire. Charlotte est donc bien devenue princesse et Nicolas a connu la fortune et la gloire dans un nouveau monde...

## Fiche technique
- Titre : Les Mariés de l'an II
- Réalisation : Jean-Paul Rappeneau
- Scénario : Jean-Paul Rappeneau et Claude Sautet et Maurice Clavel
- Dialogues : Jean-Paul Rappeneau, Maurice Clavel et Daniel Boulanger
- Direction artistique : Willy Holt
- Décors : Willy Holt, Marcel Bogos, Rodica Savin, Alexandre Trauner
- Costumes : Marcel Escoffier et Nelly Merola
- Photographie : Claude Renoir
- Montage : Pierre Gillette
- Assistants réalisateur : Marc Maurette, Marc Grunebaum et Bernard Stora
- Musique : Michel Legrand
- Bagarres réglées par : Claude Carliez et son équipe
- Production : Alain Poiré
- Sociétés de production : Gaumont (France), Rizzoli Film (Italie) et Studio București (Roumanie)
- Sociétés de distribution : Gaumont
- Pays d'origine :  France /  Italie /  Roumanie
- Langue : français
- Format : couleur - 35 mm - 1,85:1 - son monophonique
- Genre : comédie, aventures, action et historique
- Durée : 98 minutes
- Date de sortie : 
  - France : 7 avril 1971

## Distribution
- Jean-Paul Belmondo : Nicolas Philibert / Bastillac
- Marlène Jobert : Charlotte Philibert
- Laura Antonelli (VF : Michèle Montel) : Pauline de Guérande
- Michel Auclair : le prince
- Julien Guiomar : le représentant du peuple
- Mario David : Requiem, l'homme de main du prince
- Charles Denner : le voyageur disciple de Jean-Jacques Rousseau
- Georges Beller : Simon, le garde national
- Paul Crauchet :  l'accusateur public
- Marc Dudicourt : le député emprisonné
- Patrick Préjean : Saint-Aubin
- Sim : Lucas, le comptable de Gosselin
- Pierre Brasseur : Gosselin, père de Charlotte, marchand de vin
- Sami Frei : le marquis Henri de Guérande
- Jean Barney : l'orateur républicain
- Maurice Barrier : le citoyen cocardier
- François Cadet : le candidat au divorce
- Ermanno Casanova : un aubergiste
- Patrick Dewaere : un volontaire
- Vernon Dobtcheff : le pasteur Toby
- Monique Garnier : la bohémienne, diseuse de bonne aventure
- Billy Kearns : l'armateur Arthur Davison
- Martin Lartigue : un volontaire
- René Morard : un aubergiste
- Denise Péron : la commère
- Henri Guybet : un Sans-Culotte, ami de Simon (non crédité)
- Hervé Jolly : un royaliste (non crédité)
- Jacques Legras : le préposé aux divorces (non crédité)
- Jean-Pierre Marielle : le narrateur (non crédité)
- Julieta Szönyi : Margaret, la promise de Nicolas (non créditée)

## Production

### Genèse et développement

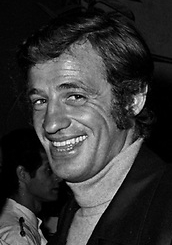
Jean-Paul Belmondo en 1971.

Après le succès commercial et critique de son premier film La Vie de château en 1966, le réalisateur Jean-Paul Rappeneau souhaite faire un deuxième film très ambitieux et travaille sur un scénario se déroulant sous la Révolution française. L'époque troublée, où se succèdent les régimes, et traversée de conflits d'idées, permettrait de faire un film mouvementé. Il souhaite plonger dans cette époque un héros neutre, peut-être étranger, qui passerait à plusieurs reprises d'un camp à l'autre. Il lui faut attendre deux ans pour trouver la piste définitive qui lance l'intrigue du film : lors de recherches historiques, il découvre une illustration d'époque représentant des couples faisant la queue devant une administration pour profiter d'un droit nouveau accordé par la Révolution, le divorce. Quasiment à la même période, la violence des grèves et révoltes de mai 68 lui inspire l'idée d'une scène où la foule affamée attaquerait l'hôtel de ville où s'est réfugiée l'administration républicaine.
Dès le début du projet, Jean-Paul Belmondo doit tenir le rôle principal. Jean-Paul Rappeneau avait été le co-scénariste de L'Homme de Rio (1964) de Philippe de Broca. Il explique : « Je voulais lancer Belmondo comme un projectile dans la Révolution. Avec l'énergie qu'il dégage, je savais qu'il allait traverser l'époque comme un boulet de canon ». L'écriture du scénario dure dix-huit mois, sur la base de la trame rédigée par Rappeneau, remaniée ensuite par Claude Sautet, puis Maurice Clavel et enfin Daniel Boulanger,. Boulanger, outre le premier film de Rappeneau, avait déjà participé aux scénarios de plusieurs films de Belmondo, à savoir Cartouche (1962), Peau de banane (1963), L'Homme de Rio, Échappement libre (1964) ainsi que Les Tribulations d'un Chinois en Chine (1965). Belmondo aurait accepté la proposition de Rappeneau après le tournage de Borsalino en 1969.

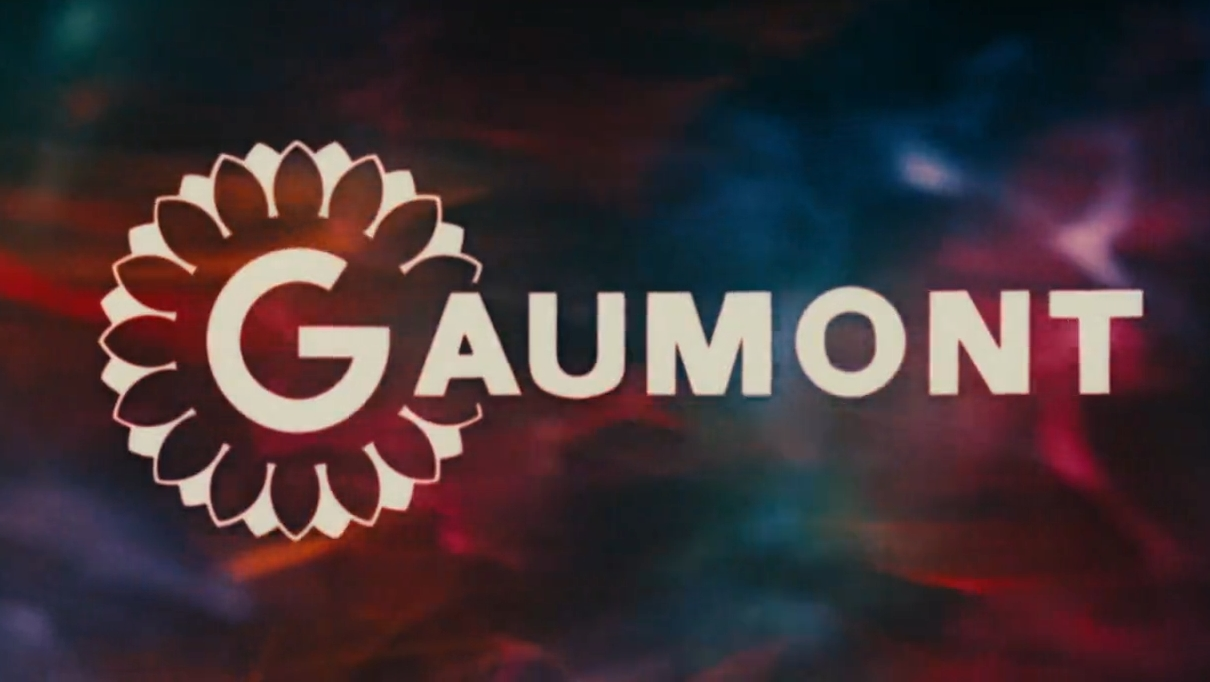
La Gaumont récupère le coûteux projet des Mariés de l'an II, après l'abandon d'Alexandre Mnouchkine.

Alexandre Mnouchkine, déjà derrière L'Homme de Rio et Les Tribulations d'un Chinois en Chine, doit produire Les Mariés de l'an II mais abandonne le projet à l'arrivée des premiers devis, les estimations budgétaires annonçant un film bien trop coûteux. Alain Poiré, de la Gaumont, reprend le film,. Ayant fait tourner à René Clair son film Les Fêtes galantes (1966) en Roumanie, Poiré soumet à Rappeneau le même principe, afin de disposer de moyens, décors et figurations d'ampleur avec un budget tenable, ce qui aurait été impossible en France,. La Roumanie de Nicolae Ceaușescu bénéficie alors de l'image d'un pays plus ouvert que le reste des régimes communistes de l'Est et accueille ainsi quelques tournages étrangers attirés par sa main d'œuvre bon marché.

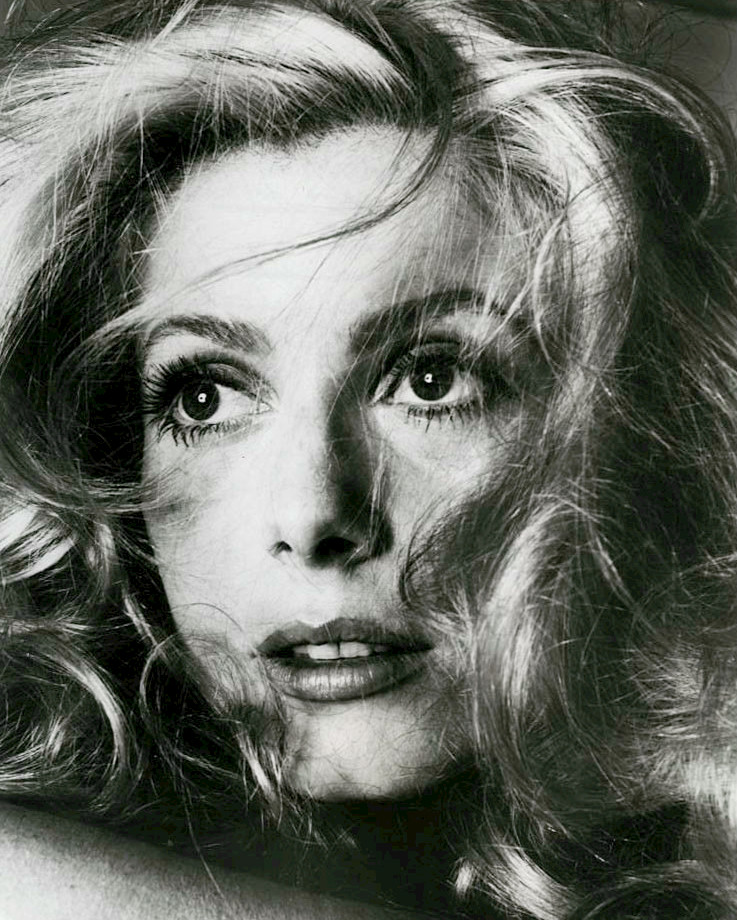
Catherine Deneuve est d'abord envisagée pour le rôle de Charlotte.

Le premier rôle féminin est distribué tardivement. Catherine Deneuve, héroïne de La Vie de château et déjà partenaire de Belmondo dans La Sirène du Mississipi (1969), est au départ envisagée pour Charlotte mais n'est pas disponible, prise par d'autres tournages,. Jean-Paul Rappeneau envisage ensuite l'actrice britannique Julie Christie, révélée par Le Docteur Jivago en 1965, qu'il rencontre au cours d'un dîner et découvre qu'elle parle un français impeccable. Un rendez-vous est fixé pour quinze jours après mais Julie Christie y vient en présence de son petit ami de l'époque, la star américaine Warren Beatty, qui a pris connaissance du scénario et tente de détourner le projet pour en faire un film américain, qu'il produirait lui-même. Rappeneau raconte : « Il m'a dit “C'est un excellent scénario. Oubliez la Gaumont, tournez en anglais, je vais vous aider à monter le film à Hollywood.” En clair, cela voulait dire : si vous voulez Julie Christie, il faut me prendre aussi ». Par fidélité pour Belmondo prévu dès le départ, ainsi que pour Poiré, Rappeneau refuse cette offre pourtant alléchante, qui aurait pu constituer pour sa carrière une entrée magistrale dans le cinéma américain. Alain Poiré propose enfin de confier le rôle à Marlène Jobert, alors sortie des succès de Dernier Domicile connu et Le Passager de la pluie, et qui avait côtoyé Belmondo sur le film Le Voleur (1967),,.

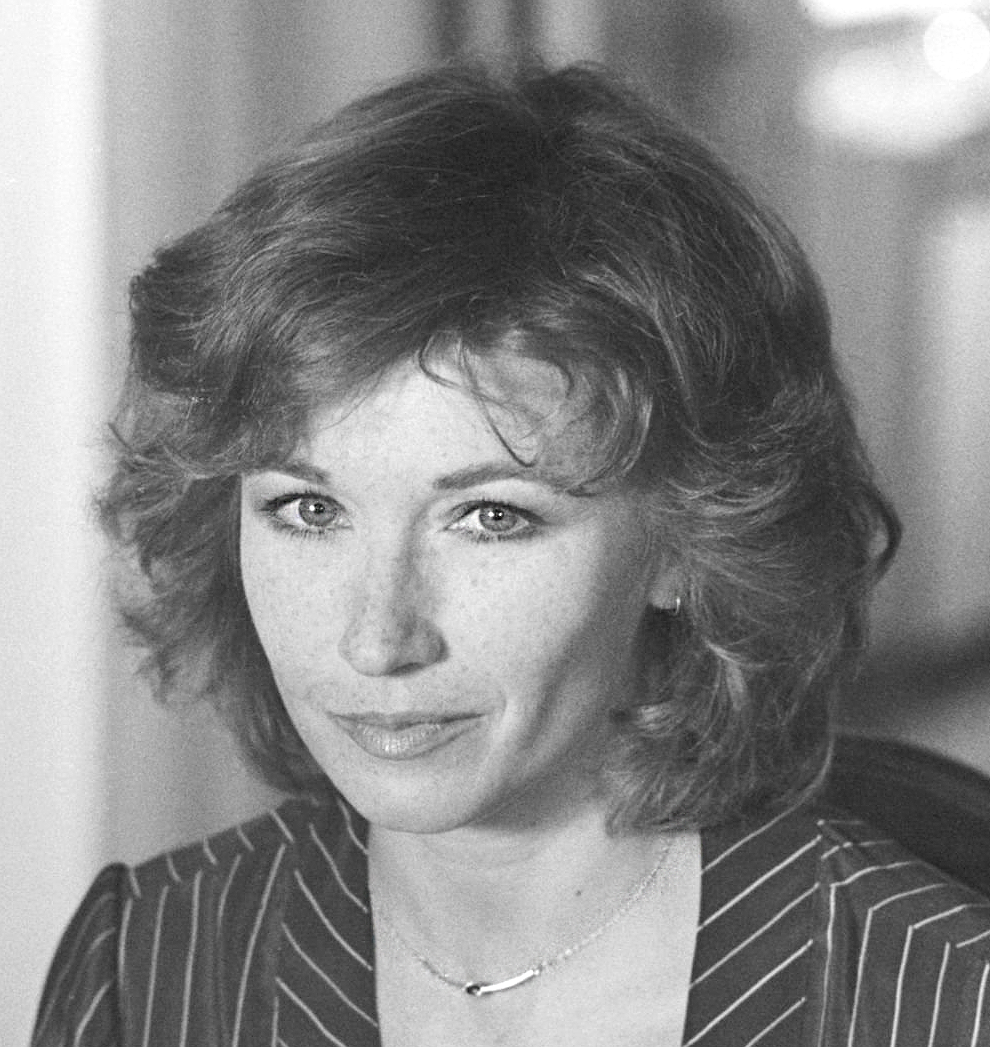
Marlène Jobert incarne finalement Charlotte.

La distribution est complétée par des acteurs gravitant autour de Belmondo comme Mario David en cocher du prince, Julien Guiomar en révolutionnaire intransigeant, Charles Denner en voyageur rousseauiste sur le bateau de Philibert, Patrick Préjean en noble revanchard, et son ami Jean-Pierre Marielle, de la bande du Conservatoire, comme narrateur en voix off au début et à la fin du film,. Autres grands noms, Sami Frey, crédité « Sami Frei » au générique, dans le rôle du marquis de Guérande, nouveau fiancé de Charlotte, et Michel Auclair dans le rôle du prince en visite parmi l'armée royaliste et également amoureux de Charlotte. Jean-Paul Rappeneau souhaitait à l'origine faire tourner Claude Jade et Michel Duchaussoy pour le frère et la sœur très attachés l'un à l'autre[réf. nécessaire]. Pour le rôle du père de Charlotte, négociant en vins, Jean-Paul Rappeneau envisage Georges Wilson mais Belmondo impose Pierre Brasseur, qu'il admire, en assurant que son penchant pour l'alcool — observé par Rappeneau lors du tournage de La Vie de château — sera contrôlé et ne perturbera pas le tournage. Il s'agit de l'avant-dernière apparition de Pierre Brasseur au cinéma, un an avant sa mort.

### Tournage
Le film a été tourné en 1970, majoritairement en Roumanie, afin de présenter un très grand nombre de figurants. Certaines scènes de la révolution se sont inspirées des événements de mai 1968, qui ont eu lieu peu de temps avant le tournage. Mais il a rencontré de grosses difficultés de mise en œuvre du fait de différences culturelles. Son tournage a été beaucoup plus long que prévu, du 29 juin au 4 décembre 1970. Certains extérieurs ont été également tournés à Moret-sur-Loing et au château de Vaux-le-Vicomte en Seine-et-Marne, ainsi qu'au palais de Compiègne dans l'Oise. Dans la séquence de cavalcade à travers la France entre la Bretagne et l'Allemagne, on aperçoit le château de Châteauneuf en Côte-d'Or.
Lors du tournage, Belmondo entame une liaison avec Laura Antonelli, l'interprète de Pauline de Guérande, alors que sa compagne Ursula Andress était présente avec lui en Roumanie.

### Bande originale
Michel Legrand a composé le thème du générique en s'inspirant des musiques de l'époque. De même, l'orchestre et la chanson lors de la Fête de la Raison sont aussi de lui. En revanche, la chanson que chantent les volontaires dans le carrosse est d'époque, elle a pour nom « Première comparution de Louis Capet devant la Convention ».
Rappeneau confie que les larmes lui sont montées aux yeux quand il a découvert la musique composée par Legrand.

## Accueil

### Sortie
Le film est projeté en clôture du festival de Cannes 1971. La production y invite par ailleurs les jeunes mariés de Cannes sur preuve que leur mariage a eu lieu en 1971, et réserve une loge d'honneur aux couples se mariant le jour-même de la séance. Une grève de la presse ce jour-là fait qu'aucun journaliste n'est présent à la projection et qu'aucun article ne paraît donc sur le film, du moins dans un premier temps.

### Accueil critique et public
Les Mariés de l'an II reçoit de bonnes critiques. Par exemple, Henry Chapier salue un long-métrage « joué avec finesse, filmé avec intelligence, élégance et goût ».
Le film totalise 2,8 millions d'entrées, ce qui en fait le neuvième plus grand succès de l'année 1971.
| Semaine | Semaine                       | Rang | Entrées | Cumul           | Salles | no 1 du box-office hebdo.                |
| ------- | ----------------------------- | ---- | ------- | --------------- | ------ | ---------------------------------------- |
| 1       | 7 avril au 13 avril 1971      | 1er  | 87 099  | 87 099 entrées  | 9      | Les Mariés de l'an II                    |
| 2       | 14 avril au 20 avril 1971     | 1er  | 71 172  | 158 871 entrées | 9      | Les Mariés de l'an II                    |
| 3       | 21 avril au 27 avril 1971     | 1er  | 66 578  | 225 449 entrées | 9      | Les Mariés de l'an II                    |
| 4       | 28 avril au 4 mai 1971        | 2e   | 53 696  | 279 145 entrées | 9      | Le Souffle au cœur                       |
| 5       | 5 mai au 11 mai 1971          | 2e   | 36 527  | 315 672 entrées | 9      | Le Souffle au cœur                       |
| 6       | 12 mai au 18 mai 1971         | 3e   | 35 621  | 351 293 entrées | 9      | Le Souffle au cœur                       |
| 7       | 19 mai au 25 mai 1971         | 2e   | 39 713  | 391 006 entrées | 8      | Le Souffle au cœur                       |
| 8       | 26 mai au 1er juin 1971       | 5e   | 35 336  | 426 342 entrées | 8      | Le Souffle au cœur                       |
| 9       | 2 juin au 8 juin 1971         | 5e   | 23 760  | 450 102 entrées | 8      | Le Souffle au cœur                       |
| 10      | 9 juin au 15 juin 1971        | 9e   | 22 562  | 472 664 entrées | 7      | Le Souffle au cœur                       |
| 11      | 16 juin au 22 juin 1971       | 12e  | 20 437  | 493 101 entrées | 6      | On est toujours trop bon avec les femmes |
| 12      | 23 juin au 29 juin 1971       | 11e  | 18 050  | 511 151 entrées | 5      | On est toujours trop bon avec les femmes |
| 15      | 11 juillet au 17 juillet 1971 | 17e  | 8 725   | 582 608 entrées | 4      | Les Cavaliers                            |
| 16      | 18 juillet au 24 juillet 1971 | 17e  | 9 113   | 582 608 entrées | 5      | Les Cavaliers                            |
| 17      | 25 juillet au 31 juillet 1971 | 20e  | 8 027   | 599 748 entrées | 5      | Les Cavaliers                            |

| Semaine | Semaine                           | Rang | Entrées | Cumul             | no 1 du box-office hebdo.      |
| ------- | --------------------------------- | ---- | ------- | ----------------- | ------------------------------ |
| 1       | 7 avril au 13 avril 1971          | 6e   | 91 071  | 91 071 entrées    | Love Story                     |
| 2       | 14 avril au 20 avril 1971         | 4e   | 133 693 | 224 764 entrées   | Love Story                     |
| 3       | 21 avril au 27 avril 1971         | 1er  | 312 560 | 537 324 entrées   | Les Mariés de l'an II          |
| 4       | 28 avril au 4 mai 1971            | 1er  | 290 420 | 827 744 entrées   | Les Mariés de l'an II          |
| 5       | 5 mai au 11 mai 1971              | 2e   | 172 790 | 1 000 534 entrées | Love Story                     |
| 6       | 12 mai au 18 mai 1971             | 3e   | 159 261 | 1 159 795 entrées | Love Story                     |
| 7       | 19 mai au 25 mai 1971             | 2e   | 169 131 | 1 328 926 entrées | Love Story                     |
| 8       | 26 mai au 1er juin 1971           | 3e   | 146 515 | 1 475 441 entrées | Love Story                     |
| 9       | 2 juin au 8 juin 1971             | 3e   | 87 460  | 1 562 901 entrées | Le Souffle au cœur             |
| 10      | 9 juin au 15 juin 1971            | 4e   | 82 116  | 1 645 017 entrées | Le Souffle au cœur             |
| 11      | 16 juin au 22 juin 1971           | 5e   | 60 559  | 1 705 576 entrées | Le Souffle au cœur             |
| 12      | 23 juin au 29 juin 1971           | 8e   | 40 571  | 1 746 147 entrées | Le Souffle au cœur             |
| 13      | 30 juin au 6 juillet 1971         | 14e  | 21 381  | 1 767 528 entrées | Le Souffle au cœur             |
| 14      | 7 juillet au 13 juillet 1971      | 12e  | 20 955  | 1 788 483 entrées | Le Souffle au cœur             |
| 15      | 14 juillet au 20 juillet 1971     | 4e   | 47 868  | 1 836 351 entrées | Le Souffle au cœur             |
| 16      | 21 juillet au 27 juillet 1971     | 9e   | 43 903  | 1 880 254 entrées | Il était une fois dans l'Ouest |
| 17      | 28 juillet au 3 août 1971         | 9e   | 27 876  | 1 908 130 entrées | Il était une fois dans l'Ouest |
| 18      | 4 août au 10 août 1971            | 9e   | 42 331  | 1 950 461 entrées | Il était une fois dans l'Ouest |
| 19      | 11 août au 17 août 1971           | 7e   | 54 704  | 2 005 165 entrées | Les Cavaliers                  |
| 20      | 18 août au 24 août 1971           | 9e   | 53 450  | 2 058 615 entrées | Les Cavaliers                  |
| 21      | 25 août au 31 août 1971           | 5e   | 63 020  | 2 121 635 entrées | Les Cavaliers                  |
| 22      | 1er septembre au 7 septembre 1971 | 8e   | 43 198  | 2 164 833 entrées | La Poudre d'escampette         |
| 23      | 8 septembre au 14 septembre 1971  | 6e   | 60 731  | 2 225 564 entrées | La Poudre d'escampette         |
| 24      | 15 septembre au 21 septembre 1971 | 12e  | 39 908  | 2 265 472 entrées | Jo                             |
| 25      | 22 septembre au 28 septembre 1971 | 18e  | 27 573  | 2 293 045 entrées | Jo                             |
| 26      | 29 septembre au 5 octobre 1971    | 14e  | 37 170  | 2 330 215 entrées | Jo                             |
| 27      | 6 octobre au 12 octobre 1971      | 22e  | 29 446  | 2 359 661 entrées | Soleil rouge                   |
| 28      | 13 octobre au 19 octobre 1971     | 25e  | 26 362  | 2 386 023 entrées | Soleil rouge                   |

### Distinctions
- En compétition au festival de Cannes 1971

## Autour du film
Bien que non nommé dans le film, le représentant du peuple, joué par Julien Guiomar, évoque la figure historique de Jean-Baptiste Carrier et les noyades de Nantes.
Dans la scène du divorce, un des commis convertit la date de leur mariage en calendrier républicain, mais la conversion est fausse. Charlotte dit « le 14 février 1786 » et il répond « 8 ventôse 1786 » : la date du 14 février correspond en fait au 25/26 pluviôse, et de toute façon l'année 1786 n'existe pas dans le calendrier révolutionnaire car il débute le 1er vendémiaire an I (22 septembre 1792) .